# Куп победника купова у фудбалу
Куп победника купова (скраћено КПК; енгл. UEFA Cup Winners' Cup (CWC)) био је европски клупски фудбалски куп који је окупљао победнике националних купова држава - чланица УЕФА-е, односно финалисте уколико су се победници купа истовремено пласирали у Лигу шампиона. 
Такмичење у Купу победника купова почело је у сезони 1960/61. Иницијатори одржавања Купа биле су земље учеснице Митропа купа (Средњоевропског купа), које су подржале Енглеска, Шкотска и Западна Немачка. Иако сумњичава, УЕФА је од сезоне 1961/62 преузела организацију такмичења.
Систем такмичења био је исти као и у Лиги шампиона. Прве године у финалу су се играле две утакмице у местима финалиста, а после тога играла се само једна утакмица на неутралном терену. У случају нерешеног резултата играла се поновљена утакмица, а од 1967. уведено је правило гола у гостима. Ако се ни тада није могао одлучити победник, до 1971. је одлучивао жреб, а од 1971. су извођени једанаестерци.
Разлог зашто је овај куп укинут 1999. лежи у недостатку квалитетних тимова, што је била последица проширења Лиге шампиона. Наиме, један или више (до 4) најбољих тимова из сваке земље би играли у Лиги шампиона, а у Купу купова би играо најбољи преостали учесник националног купа који се није квалификовао за Лигу шампиона. Тако се дешавало да су многи клубови који су играли у Купу УЕФА били много квалитетнији од клубова у Купу победника купова, тако да је у њему последњих сезона постојања учествовало само неколико јаких екипа.
Од 1972. постојала је традиција да победник овог купа игра Суперкуп против победника Купа европских шампиона (касније Лиге шампиона). Од укидања Купа победника купова, Суперкуп играју победници Купа УЕФА (сад Лиге Европе) и Лиге шампиона.

## Победници и финалисти
| Сезона   | Победник                                                                                    | Резултат            | Финалист                                 | Стадион                                 |
| -------- | ------------------------------------------------------------------------------------------- | ------------------- | ---------------------------------------- | --------------------------------------- |
| 1960/61. | Ренџерс, · Шкотска                                                                          | 0 - 2               | Фјорентина, · Италија                    | Стадион Ајброкс, Глазгов                |
| 1960/61. | Фјорентина, · Италија                                                                       | 2 - 1               | Ренџерс, · Шкотска                       | Артемио Франки, Фиренца                 |
| 1960/61. | укупан резултат Фјорентина 4-1                                                              |                     |                                          |                                         |
| 1961/62. | Атлетико Мадрид, Шпанија                                                                    | 1 - 1 нова утакмица | Фјорентина, · Италија                    | Хемден Парк, Глазгов                    |
| 1961/62. | Атлетико Мадрид победио у поновљеној утакмици са 3 - 0 на Готлиб Дајмлер стадиону, Штутгарт |                     |                                          | Хемден Парк, Глазгов                    |
| 1962/63. | Тотенхем хотспер, · Енглеска                                                                | 5 - 1               | Атлетико Мадрид, Шпанија                 | Стадион Фејнорда, Ротердам              |
| 1963/64. | Спортинг Лисабон, · Португалија                                                             | 3 - 3 нова утакмица | МТК Будимпешта, · Мађарска               | Хејсел стадион, Брисел                  |
| 1963/64. | Спортинг Лисабон победио у поновљеној утакмици са 1 - 0 на стадиону Босуил, Антверпен       |                     |                                          | Хејсел стадион, Брисел                  |
| 1964/65. | Вест Хем јунајтед, · Енглеска                                                               | 2 - 0               | Минхен 1860, Западна Немачка             | Вембли, Лондон                          |
| 1965/66. | Борусија Дортмунд, Западна Немачка                                                          | 2 - 1 продужетак    | Ливерпул, · Енглеска                     | Хемден Парк, Глазгов                    |
| 1966/67. | Бајерн Минхен, Западна Немачка                                                              | 1 - 0 продужетак    | Ренџерс, · Шкотска                       | Изи Кредит стадион, Нирнберг            |
| 1967/68. | Милан, · Италија                                                                            | 2 - 0               | Хамбургер, Западна Немачка               | Стадион Фејнорда, Ротердам              |
| 1968/69. | Слован Братислава, Чехословачка                                                             | 3 - 2               | Барселона, Шпанија                       | Сент Јакоб Парк, Базел                  |
| 1969/70. | Манчестер сити, · Енглеска                                                                  | 2 - 1               | Горњик Забже, · Пољска                   | Пратер стадион, Беч                     |
| 1970/71. | Челси, · Енглеска                                                                           | 1 - 1 нова утакмица | Реал Мадрид, Шпанија                     | Стадион Караискакис, Пиреј              |
| 1970/71. | Челси победио у поновљеној утакмици са 2 - 1 на стадиону Караискакис, Пиреј                 |                     |                                          | Стадион Караискакис, Пиреј              |
| 1971/72. | Ренџерс, · Шкотска                                                                          | 3 - 2               | Динамо Москва, · Совјетски Савез         | Камп Ноу, Барселона                     |
| 1972/73. | Милан, · Италија                                                                            | 1 - 0               | Лидс јунајтед, · Енглеска                | Стадион Кафтанзоглио, Солун             |
| 1973/74. | Магдебург, · Источна Немачка                                                                | 2 - 0               | Милан, · Италија                         | Стадион Фејнорда, Ротердам              |
| 1974/75. | Динамо Кијев, · Совјетски Савез                                                             | 3 - 0               | Ференцварош, · Мађарска                  | Сент Јакоб Парк, Базел                  |
| 1975/76. | Андерлехт, · Белгија                                                                        | 4 - 2               | Вест Хем јунајтед, · Енглеска            | Хејсел стадион, Брисел                  |
| 1976/77. | Хамбургер Западна Немачка                                                                   | 2 - 0               | Андерлехт, · Белгија                     | Олимпијски стадион Амстердам            |
| 1977/78. | Андерлехт · Белгија                                                                         | 4 - 0               | Аустрија Беч · Аустрија                  | Парк Принчева Париз                     |
| 1978/79. | Барселона · Шпанија                                                                         | 4 - 3 продужетак    | Фортуна Диселдорф, · НЕМ Западна Немачка | Сент Јакоб Парк, Базел                  |
| 1979/80. | Валенсија, Шпанија                                                                          | 0 - 0               | Арсенал, · Енглеска                      | Хејсел стадион, Брисел                  |
| 1979/80. | 5 - 4 пенали                                                                                |                     |                                          | Хејсел стадион, Брисел                  |
| 1980/81. | Динамо Тбилиси, · Совјетски Савез                                                           | 2 - 1               | Карл Цајс Јена, · Источна Немачка        | Рајн стадион, Диселдорф                 |
| 1981/82. | Барселона, · Шпанија                                                                        | 2 - 1               | Стандард Лијеж, · Белгија                | Камп ноу, Барселона                     |
| 1982/83. | Абердин, · Шкотска                                                                          | 2 - 1 продужетак    | Реал Мадрид, · Шпанија                   | Стадион Улеви, Гетеборг                 |
| 1983/84. | Јувентус, · Италија                                                                         | 2 - 1               | Порто, · Португалија                     | Сент Јакоб Парк, Базел                  |
| 1984/85. | Евертон, · Енглеска                                                                         | 3 - 1               | Рапид Беч, · Аустрија                    | Стадион Фејнорда, Ротердам              |
| 1985/86. | Динамо Кијев, · Совјетски Савез                                                             | 3 - 0               | Атлетико Мадрид,                         | Жерлан, Лион                            |
| 1986/87. | Ајакс, · Холандија                                                                          | 1 - 0               | Локомотива Лајпциг, · Источна Немачка    | Олимпијски стадион Спиридон Луис, Атина |
| 1987/88. | Мехелен, · Белгија                                                                          | 1 - 0               | Ајакс, · Холандија                       | Стад де ла Мено, Стразбур               |
| 1988/89. | Барселона, · Шпанија                                                                        | 2 - 0               | Сампдорија, · Италија                    | Ванкдорф стадион, Берн                  |
| 1989/90. | Сампдорија, · Италија                                                                       | 2 - 0 продужетак    | Андерлехт, · Белгија                     | Стадион Улеви, Гетеборг                 |
| 1990/91. | Манчестер јунајтед, · Енглеска                                                              | 2 - 1               | Барселона · Шпанија                      | Стадион Фејнорда Ротердам               |
| 1991/92. | Вердер Бремен, · Немачка                                                                    | 2 - 0               | Монако · Француска                       | Стадион да Луз Лисабон                  |
| 1992/93. | Парма · Италија                                                                             | 3 - 1               | Антверпен, · Белгија                     | Вембли, Лондон                          |
| 1993/94. | Арсенал, · Енглеска                                                                         | 1 - 0               | Парма, · Италија                         | Стадион Паркен, Копенхаген              |
| 1994/95. | Реал Сарагоса, · Шпанија                                                                    | 2 - 1 продужетак    | Арсенал, · Енглеска                      | Парк принчева, Париз                    |
| 1995/96. | Пари Сен Жермен, · Француска                                                                | 1 - 0               | Рапид Беч, · Аустрија                    | Стадион краља Бодуена, Брисел           |
| 1996/97. | Барселона, · Шпанија                                                                        | 1 - 0               | Пари Сен Жермен, · Француска             | Стадион Фејнорда, Ротердам              |
| 1997/98. | Челси, · Енглеска                                                                           | 1 - 0               | Штутгарт, · Немачка                      | Росунда стадион, Стокхолм               |
| 1998/99. | Лацио, · Италија                                                                            | 2 - 1               | Мајорка, · Шпанија                       | Вила парк, Бирмингем                    |